# ورزشگاه زابرات
ورزشگاه زابرات (به لاتین: Zabrat Stadium) یک ورزشگاه در جمهوری آذربایجان است که در زبرات واقع شده‌است.